# Jesus Is King
Jesus Is King è il nono album in studio del rapper statunitense Kanye West, pubblicato il 25 ottobre 2019 dalle etichette discografiche GOOD Music e Def Jam Recordings.
L'album ha debuttato direttamente al primo posto nella classifica Billboard 200 statunitense con 264 000 copie vendute.

## Tracce
1. Every Hour (featuring Sunday Service Choir) – 1:52 (Kanye West, Benjamin Scholefield, Federico Vindver)
2. Selah – 2:45 (Kanye West, Cydel Young, Dexter Raymond Mills Jr., Federico Vindver, Gene Thornton, Jahmal Gwin, Jeffrey LaValley, Rennard East, Terrence Thornton, Evan Mast)
3. Follow God – 1:45 (Kanye West, Aaron Butts, Bryant Bell, Calvin Eubanks, Curtis Eubanks, Jahmal Gwin)
4. Closed on Sunday – 2:32 (Kanye West, Angel Lopez, Brian Miller, Chango Farías Gómez, Federico Vindver, Gene Thornton, Rennard East, Terrence Thornton, Timothy Mosley, Victory Elyse Boyd)
5. On God – 2:16 (Kanye West, Cydel Young, Federico Vindver, Jahmal Gwin, Jordan Timothy Jenks, Michael Cerda)
6. Everything We Need (featuring Ty Dolla Sign & Ant Clemons) – 1:56 (Kanye West, Anthony Clemons, Bradford Lewis, Cydel Young, Federico Vindver, Isaac DeBoni, Jahmal Gwin, Michael Mulé, Mike Dean, Ronald Spence Jr., Tyrone William Griffin Jr.)
7. Water (featuring Ant Clemons) – 2:48 (Kanye West, Alexander Nelson Klein, Angel Lopez, Anthony Clemons, Bruce Haack, Federico Vindver, Jahmal Gwin, Timothy Mosley, Victory Elyse Boyd)
8. God Is – 3:23 (Kanye West, Angel Lopez, Federico Vindver, Robert Fryson, Timothy Lee McKenzie, Victory Elyse Boyd, Warryn Campbell)
9. Hands On (featuring Fred Hammond) – 3:23 (Kanye West, Aaron Butts, Angel Lopez, Federico Vindver, Fred Hammond, Timothy Mosley)
10. Use This Gospel (featuring Clipse & Kenny G) – 3:34 (Kanye West, Angel Lopez, Derek Watkins, Federico Vindver, Gene Thornton, Jahmal Gwin, Jordan Timothy Jenks, Kenneth Bruce Gorelick, Rennard East, Terrence Thornton, Timothy Mosley)
11. Jesus Is Lord – 0:49 (Kanye West, Angel Lopez, Brian Miller, Claude Léveillée, Federico Vindver, Timothy Mosley)